# Şöhrat Söýünow
Bản mẫu:Eastern Slavic name
Şöhrat Söýünow (sinh ngày 8 tháng 3 năm 1992) là một cầu thủ bóng đá Turkmenistan hiện tại thi đấu cho FC Altyn Asyr. Anh đã có 13 lần ra sân cho đội tuyển quốc gia.

## Sự nghiệp

### Câu lạc bộ
Anh bắt đầu sự nghiệp tại HTTU Aşgabat. Năm 2015, anh chuyển đến FC Altyn Asyr

### Quốc tế
Soyunov ra mắt đội tuyển quốc gia ngày 23 tháng 3 năm 2011, trong trận đấu tại Vòng loại Cúp Challenge AFC 2012 match trước Trung Hoa Đài Bắc.
Anh thi đấu cho U-22 Turkmenistan ở Commonwealth of Independent States Cup 2013.

## Thống kê sự nghiệp

### Quốc tế
| Đội tuyển quốc gia Turkmenistan | Đội tuyển quốc gia Turkmenistan | Đội tuyển quốc gia Turkmenistan |
| Năm                             | Số trận                         | Bàn thắng                       |
| ------------------------------- | ------------------------------- | ------------------------------- |
| 2011                            | 2                               | 0                               |
| 2012                            | 7                               | 0                               |
| 2013                            | 2                               | 0                               |
| 2014                            | 2                               | 0                               |
| 2015                            | 8                               | 0                               |
| 2016                            | 2                               | 0                               |
| 2017                            | 1                               | 0                               |
| Tổng                            | 24                              | 0                               |

Thống kê chính xác đến trận đấu diễn ra ngày 26 tháng 3 năm 2017

## Danh hiệu
Cúp Challenge AFC:
- Á quân: 2012